# Kanton Chénérailles
Kanton Chénérailles (francouzsky Canton de Chénérailles) je francouzský kanton v departementu Creuse v regionu Limousin. Tvoří ho 11 obcí.

## Obce kantonu
- Le Chauchet
- Chénérailles
- Issoudun-Létrieix
- Lavaveix-les-Mines
- Peyrat-la-Nonière
- Puy-Malsignat
- Saint-Chabrais
- Saint-Dizier-la-Tour
- Saint-Médard-la-Rochette
- Saint-Pardoux-les-Cards
- La Serre-Bussière-Vieille